# Zempoala (Hidalgo)
Zempoala es una localidad mexicana, cabecera del municipio de Zempoala en el estado de Hidalgo. El 1 de diciembre del 2020 fue declarado como uno de los Pueblos Mágicos de Hidalgo. El 5 de julio de 2015 el Sistema hidráulico del acueducto del Padre Tembleque del cual el Convento de Todos los Santos forma parte; fue declarado como Patrimonio de la Humanidad en México.

## Geografía
Se encuentra en la región geográfica de los llanos de Apan, le corresponden las coordenadas geográficas 19°54′55.428″ de latitud norte y 98°40′5.27″ de longitud oeste, con una altitud de 2456 m s. n. m. Cuenta con un clima semiseco templado; registra una temperatura media anual de 14.3 °C., con una precipitación pluvial de 494 milímetros por año y el período de lluvias es de junio a septiembre.
En cuanto a fisiografía, se encuentra dentro de la provincia de la Eje Neovolcánico dentro de la subprovincia de Lagos y Volcanes de Anáhuac; su terreno es de lomerío. En lo que respecta a la hidrografía se encuentra posicionado en la región Panuco, dentro de la cuenca del río Moctezuma, en la subcuenca del río Tezontepec.

## Demografía
De acuerdo con el Censo de Población y Vivienda 2020 del INEGI; la localidad tiene una población de 7205 habitantes, lo que representa el 72.55 % de la población municipal. De los cuales 3442 son hombres y 3763 son mujeres; con una relación de 91.47 hombres por 100 mujeres.
Las personas que hablan alguna lengua indígena, es de 47 personas, alrededor del 0.65 % de la población de la ciudad. En la ciudad hay 225 personas que se consideran afromexicanos o afrodescendientes, alrededor de 3.12 % de la población de la ciudad.
De acuerdo con datos del censo INEGI 2020, unas 5868 declaran practicar la religión católica; unas 383 personas declararon profesar una religión protestante o cristiano evangélico; 10 personas declararon otra religión; y unas 937 personas que declararon no tener religión o no estar adscritas en alguna, pero ser creyentes.
| Gráfica de evolución demográfica de Zempoala entre 1900 y 2020                               |
|                                                                                              |
| Población de los censos y conteos del Instituto Nacional de Estadística y Geografía (INEGI). |